# 1289
Cette page concerne l'année 1289  du calendrier julien. Pour l'année 1289 av. J.-C., voir 1289 av. J.-C.
L'année 1289 est une année commune qui commence un samedi.

## Événements
- 27 avril : le sultan d'Égypte Qala'ûn rompt la trêve et prend Tripoli, où, dit-on, les Vénitiens l’aurait fait appeler. Une partie de la population parvient à s’enfuir par la mer, mais le reste des hommes est massacré, les femmes et les enfants sont réduits en esclavage. La ville, pillée, est démolie et rasée du sol[1].
- Juillet : pressé par ses émirs d’en finir avec les Francs d’Acre, Qala’ûn refuse de violer le traité de 1283 et renouvelle la trêve pour dix ans[2]. Il encourage les musulmans à profiter d’Acre pour leurs échanges avec l’Occident, par l’intermédiaire des commerçants vénitiens et des Templiers, devenus les principaux banquiers de Syrie, et des marchands damascènes. Le port d’Acre connaît une période de prospérité. Cependant, au lendemain de la chute de Tripoli, le roi d’Acre Henri dépêche des messagers à Rome pour demander des renforts.
- 15 juillet - 30 septembre : une ambassade du Génois Buscarel de Gisolf est à Rome auprès du pape Nicolas IV. elle se rend ensuite auprès de Philippe le Bel (novembre-décembre). Arghoun, ilkhan d’Iran, propose au roi de France d’attaquer conjointement la Syrie au printemps 1291[3].
- En Chine, création d’un bureau spécial pour le culte nestorien[3].

### Europe
- 10 janvier : Casimir de Bytom est le premier duc de Silésie à rendre un hommage de vassalité au souverain de Bohême[4].
- 26 février : bataille de Siewierz[5]. Boleslas II de Mazovie et ses alliés (Ladislas Ier le Bref, la Ruthénie et Casimir II de Łęczyca) infligent une défaite à Henri IV le Juste soutenu par les ducs de Głogów, de Ścinawa et d’Opole.
  - Boleslas abandonne à Ladislas Ier le Bref tous ses droits sur la Petite Pologne. Ladislas Ier Lokietek, le Nain (1260-1333), duc de Cujavie (fin en 1320). Il lutte pour l’unité de la Pologne.
- 15 mai : Jacques le Juste, roi aragonais de Sicile, débarque ses troupes à Reggio de Calabre et met le siège devant Gaète[6].
- 29 mai[7] : Charles II d'Anjou se fait couronner roi de Sicile par le pape Nicolas IV à Rieti, en compétition avec Jacques II d'Aragon.
- 11 juin : bataille de Campaldino[8]. Les Florentins (guelfes) triomphent des troupes des gibelins de Pise et d’Arezzo.
- Juillet : le franciscain Jean de Montecorvino est envoyé par le pape Nicolas IV en ambassade auprès d'Arghoun et de Kubilai Khan[9]. Il est également porteur d'une lettre pour l'empereur d'Éthiopie Yagbéa-Syon[10].
- 25 août : une trêve de deux ans est signée entre Charles II d'Anjou et Jacques le Juste, qui peut rembarquer ses troupes en Sicile. Le comte Robert II d'Artois, mécontent, abandonne l'Italie pour la France avec les barons français[11].
- 26 octobre : création de l'Université de Montpellier par la bulle Quia Sapientia du pape Nicolas IV. Placée sous l’autorité de l’évêque, elle est constituée à sa création des facultés de droit, d’arts et de médecine, issues de nombreuses écoles préexistantes[12]. Les Juifs ont accès à la Faculté de Médecine de Montpellier, tel Nahman de Gérone ou Jacob Ben Machir ibn Tibbon, qui y enseigne.

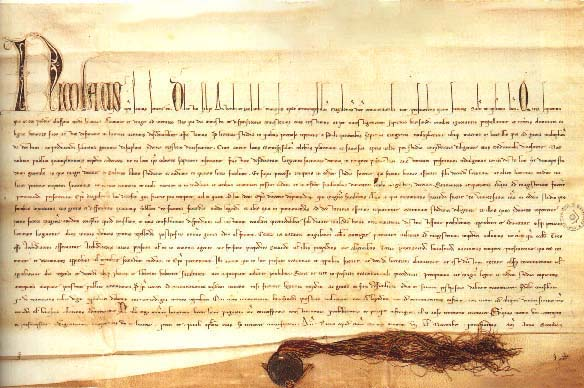
26 octobre : Bulle Quia Sapientia du pape Nicolas IV